# Céline Lapertot
Céline Lapertot, née le 16 mai 1986 à Lunéville (France), est une écrivaine française.

## Biographie
Après des études de lettres, elle obtient le CAPES de lettres modernes en 2009 et enseigne de septembre 2010 à juillet 2024 le français à Schiltigheim.
Elle remporte un premier concours de roman en 2012 avec Les Éphémères avant de publier ses romans aux éditions Viviane Hamy.

## Œuvres
- Les Éphémères, Villeneuve-sur-Lot, France, Les éditions du Bord du Lot, 2012, 205 p.  (ISBN 978-2-35208-085-5)
- Et je prendrai tout ce qu'il y a à prendre, Paris, Éditions Viviane Hamy, 2014, 185 p.  (ISBN 978-2-87858-590-2)[1] Prix de l'audio lecture 2015[2],
- Des femmes qui dansent sous les bombes, Paris, Éditions Viviane Hamy, 2016, 225 p.  (ISBN 978-2-87858-301-4)[3]
- Ne préfère pas le sang à l’eau, Paris, Éditions Viviane Hamy, 2018, 143 p.  (ISBN 979-10-97417-04-8)[4],[5], prix Baz'art des mots 2018[6]
- Ce qui est monstrueux est normal, Paris, Éditions Viviane Hamy, 2019, 90 p.  (ISBN 979-1097417376)
- Ce qu'il nous faut de remords et d'espérance, Paris, Éditions Viviane Hamy, 2021, 224 p.  (ISBN 978-2-38140-012-9)